# Grace City
La ville de Grace City est située dans le comté de Foster, dans l’État du Dakota du Nord, aux États-Unis. Lors du recensement de 2010, sa population s’élevait à 63 habitants.

## Histoire
Grace City a été fondée en 1910.

## Démographie
| 1990 | 2000 | 2010 | - | - | - |
| ---- | ---- | ---- | - | - | - |
| 108  | 71   | 63   | - | - | - |

## Source
- (en) Cet article est partiellement ou en totalité issu de l’article de Wikipédia en anglais intitulé « Grace City, North Dakota » (voir la liste des auteurs).